# Around midnight
Around midnight is het laatste studioalbum van de Nederlandse muziekgroep Beequeen. Het verscheen in 2014 op het platenlabel Catsun Records. Beequeen kreeg de inspiratie voor dit album uit verhalen over de Enkazangeres Michi Aoyama, aan wie dit album is opgedragen. Ze was een onwettelijke liefdesbaby (ainoko) van een Japanse vrouw en Amerikaanse militair van de bezettingsmacht in Japan na de Tweede Wereldoorlog. Vader vertrok toen Michi Aoyama drie jaar oud was; moeder en kind achterlatend in een land waarin familie de hoeksteen van de samenleving vormden. Bovendien was ze een mengeling tussen rassen en werd ze in Japan daarop aangekeken. Michi Aoyama verdween af en toe uit het wereldbeeld om in de Verenigde Staten op zoek te gaan naar haar vader. Beequeen vergeleek haar met Persephone, die dan weer wel en dan weer niet in het rijk der levenden was. Michi Aoyama overleed in 2017.
De recensenten hadden moeite met de omschrijving van de muziek en kwamen tot surealistische droom-popmuziek, Discogs omschrijft het als experimentele popmuziek dan wel synthpop. Het album werd grotendeels geschreven door Freek Kinkelaar met hulp van mede bandleden en muziekproducent. Opnamen vonden plaats in de Tempelstudio in Nijmegen van producer Peter van Vliet, bekend van zijn werk met Mekanik Kommando en The Use of Ashes.
Beequeen had gehoopt met deze muziek enig commercieel succes te krijgen, de eerste persing bestond uit 300 stuks. Toen ook de single Sturmwind/Gilbert niet aansloeg, besloten de leden Beequeen op te heffen. Ook het platenlabel hield ermee op.

## Musici
- Freek Kinkelaar – zang, muziekinstrumenten
- Olga Wallis – zang
- Frans de Waard – toetsinstrumenten en elektronica

Met
- Harrie Houkes – trompet op My sleeper
- Ai Aso – zang en slaggitaar op The pigeon tree
- Bryan Lewis Saunders – stem op Night of the Iguana

## Muziek
| Nr. | Titel                          | Duur |
| --- | ------------------------------ | ---- |
| 1.  | Bring in the sheep             | 4:57 |
| 2.  | Oliver Lover                   | 3:20 |
| 3.  | The bookcatcher’s song         | 3:44 |
| 4.  | Think straight                 | 2:14 |
| 5.  | Night of the Iguana            | 3:42 |
| 6.  | The song of the runaway singer | 3:59 |
| 7.  | Last night I turned into a cat | 6:36 |
| 8.  | The pigeon tree                | 5:05 |
| 9.  | My sleeper                     | 5:09 |
| 10. | Look at the moons!             | 1:43 |